# 1472年
| 千纪： | 2千纪 |
| 世纪： | 14世纪 \| 15世纪 \| 16世纪                                                                                 |
| 年代： | 1440年代 \| 1450年代 \| 1460年代 \| 1470年代 \| 1480年代 \| 1490年代 \| 1500年代                           |
| 年份： | 1467年 \| 1468年 \| 1469年 \| 1470年 \| 1471年 \| 1472年 \| 1473年 \| 1474年 \| 1475年 \| 1476年 \| 1477年 |
| 纪年： | 壬辰年（龙年）；明成化八年；越南洪德三年；日本文明四年                                                     |

## 大事记
- 葡萄牙航海家若奧·聖塔倫（英语：João de Santarém）及佩羅·艾斯科巴（英语：Pêro Escobar）發現安諾本島與普林西比島。
- 摩洛哥瓦塔斯王朝建立。
- 莫斯科大公伊凡三世與末代拜占廷帝国皇帝君士坦丁十一世的侄女索菲娅·巴列奥略結婚。

## 出生
- 王守仁（1472年－1528年），字伯安，号阳明

## 逝世
- 信紹布，勃固王朝女王。